# جلين روبنز
جلين روبنز (بالإنجليزية: Glenn Robbins)‏ هو ممثل أسترالي، ولد في 30 ديسمبر 1957 في أستراليا.

## وصلات خارجية
- جلين روبنز على موقع IMDb (الإنجليزية)
- جلين روبنز على موقع ديسكوغز (الإنجليزية)
- جلين روبنز على موقع قاعدة بيانات الفيلم (الإنجليزية)